# Estadio Akron
L'Estadio Akron ou Estadio Guadalajara (auparavant Templo Mayor, Estadio Chivas et Estadio Omnilife) est une enceinte sportive située à Zapopan, près de Guadalajara au Mexique. La société Omnilife (en) a participé au financement du projet, c'est pourquoi le complexe a porté son nom.
Traditionnellement, c'est le domicile de l'équipe de football du Chivas de Guadalajara. Mais le stade a aussi accueilli des matchs internationaux de la sélection mexicaine et de nombreuses compétitions.

## Histoire
L'Estadio Akron ouvre ses portes en 2010, trois ans après les débuts de sa reconstruction. Le stade est inauguré officiellement le 30 juillet 2010, date où le Chivas de Guadalajara rencontre Manchester United (victoire 3 buts à 2). Le premier but est inscrit par Chicharito à la 8e minute de jeu.

## Événements
- Finale aller de la Copa Libertadores, le 11 août 2010, entre Chivas et Internacional (défaite 1 à 2).
- Match amical :  Mexique 1-2  Équateur, le 4 septembre 2010.
- Coupe du monde de football des moins de 17 ans 2011.
- Jeux panaméricains 2011.

## Galerie

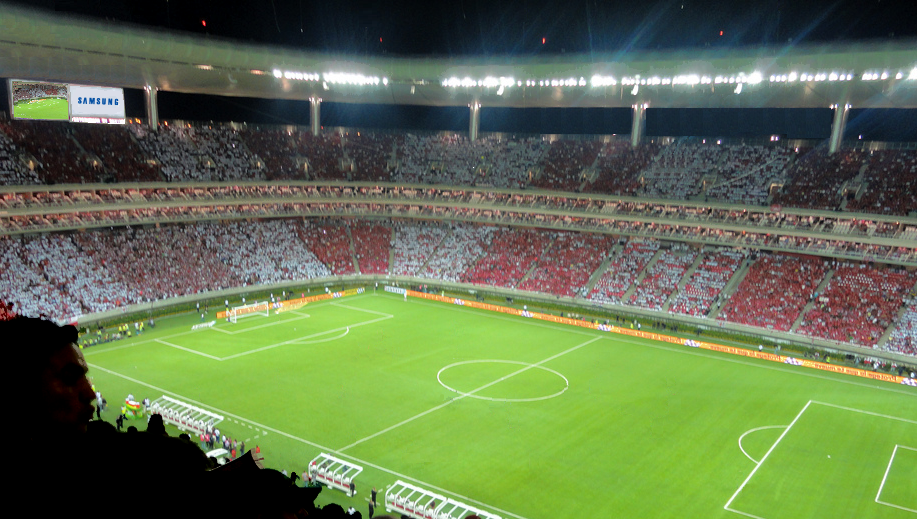
Intérieur
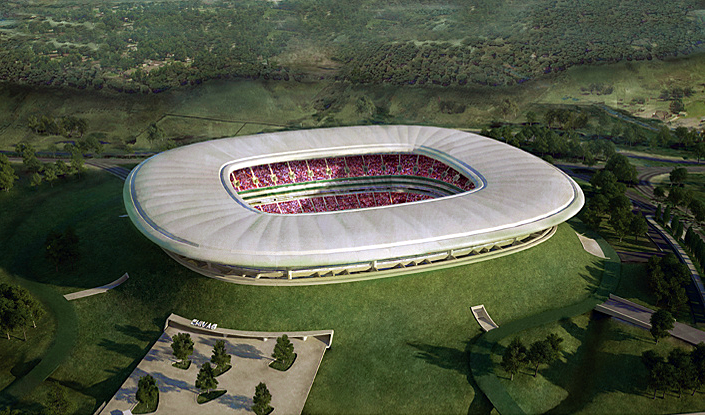
Maquette